# سالم المقعدي
سالم المقعدي لاعب كرة قدم سعودي ، يلعب كلاعب وسط في نادي الجبيل.

## مسيرة اللاعب
بدأ مع نادي الاتفاق وأعير إلى نادي الساحل ونادي جدة وبعدها إنتقل إلى نادي الجبيل.